# 向文龍
向文龍（1745年11月22日（乾隆十年十月二十九日）—1820年6月8日（嘉慶二十五年四月二十八日）），和名喜屋武親方朝昶，童名松金，號瑞麟，琉球國第二尚氏王朝政治家、三司官。
向文龍是向氏喜屋武殿內的第八世，也是第十一代當主。他是向國綱（喜屋武親雲上朝美）的長子。乾隆五十七年（1792年），向文龍以年頭慶賀使的身份出使薩摩藩。嘉慶六年辛酉十一月二十日（1801年12月25日），向文龍被任命為三司官。嘉慶七年壬戌十一月三十日（1802年12月24日），賜紫地浮織冠。
1803年（嘉慶八年），尚成王薨，無嗣。群臣議論推舉其叔尚灝（具志頭王子朝相）擔任新的國王。向文龍認為尚灝缺乏作為君主的資質，不應該被立為新王。松川親方大怒，大聲質問他不想擁立王子而尋求其他候補人選，是不是要謀反。此言令向文龍十分尷尬，便不再作聲。之後，尚灝被推舉為新的國王。向文龍深感自己對此需要負責，在尚灝王繼位後便以生病為由遞交辭呈，於嘉慶十年乙丑十一月二十日（1806年1月9日）致仕。
琉球外交官向維新（喜屋武親方朝扶）和武術家喜屋武朝德都是他的後代。

## 家族
- 父：向國綱（喜屋武親雲上朝美）
- 母毛氏眞鶴（富川親雲上盛始女）

- 室：馬氏眞鶴（馬亮功（小祿親方良穎）之女）
  - 長女思武太（嫁馬應昌（小祿親方良和））
- 妾：加那（無系，護得久間切上地村伊禮親雲上女）
  - 次女眞牛（嫁向氏國頭里之子朝命）
  - 長男向懋德（喜屋武親方朝郁）
  - 三女眞鶴（嫁向氏本部里之子朝乘）
  - 四女眞鶴
  - 五女眞蒲戸（嫁向氏眞玉橋里之子朝昌）
  - 次男向懋行（喜屋武親方朝章）